# المخيم الكشفي العالمي الخامس عشر
عقد المخيم الكشفي العالمي الخامس عشر في عام 1983 في كندا في كاناناسكيس، ألبرتا، وتبلغ مساحتها مقاطعة بارك حوالي 4000 قدم في سفوح جبال روكي، والتي تبعد حوالي 80 ميلا من جهه الغرب عن كالغاري، ألبرتا. كان موضوع المخيم عن الروح الكشفية في المخيمات العالمية، الحضور الكلي كان أكثر من 15،000 كشاف من 100 دولة.
اسم المخيم كان يشير إلى فكرة أن الروح الكشفية الدولية يمكن أن تتغلب على صعوبات مثل تلك التي تسببت في إلغاء المخيم الذي كان المفترض عن يعقد في إيران قبل قبل أربع سنوات.
ونظم المخيم زيارات منتظمة للحيوانات البرية مثل الدببة والموظ التي كانت موجوده داخل وخارج المنطقة.